# Playlist: The Very Best of Jessica Simpson
Playlist: The Very Best of Jessica Simpson —en español: Lista de Reproducción: Lo Mejor de Jessica Simpson— es el primer álbum grandes éxitos de la cantante estadounidense Jessica Simpson, cuyas primeras publicaciones alrededor del mundo fueron realizadas entre los meses de septiembre y octubre del año 2010. Ello, bajo el sello Epic Records y con la comercialización y distribución de la compañía discográfica Sony Music Entertainment. Playlist: The Very Best of Jessica Simpson se basó en la conmemoración de los diez primeros años de carrera de la cantante, desde la publicación de su álbum debut Sweet Kisses. El álbum fue lanzado en su mayoría en formato digital, a través de la tienda Amazon.. El álbum ha vendido hasta la fecha más de 122 mil, debido a que en diciembre de 2012, tenía un precio de $1,99 en algunas tiendas por un tiempo limitado, razón por la cual el álbum no pudo debutar en ninguna lista musical por la política de precios de Billboard.

## Información general
El lanzamiento del álbum de grandes éxitos surge después de que Simpson diera a conocer que solo le faltaba un álbum por lanzar para terminar con el contrato discográfico que mantenía desde 2005 con Epic Records. En septiembre de 2010 Jessica dio a conocer en una entrevista a una revista sensacionalista, que sería lanzado un álbum recopilatorio en vez de un álbum pop como antes había dicho. El álbum contiene canciones inéditas y canciones puestas en libertad de los anteriores álbumes de Jessica Simpson. Contiene algunos de sus grandes éxitos y algunas de las canciones favoritas inéditas de Simpson.

## Composición
El primer hit incluido en este álbum es la canción, "I Wanna Love You Forever", primer sencillo de su álbum debut Sweet Kisses de (1999). La canción fue escrita, compuesta y producida por Louis Biancaniello y Watters Sam. El tema es una balada de amor oscuro agridulce, mostrando la poderosa voz de Simpson. El sencillo llegó al número tres en el Billboard Hot 100, convirtiéndose en el primer de Simpson, y hasta la fecha el único que ha entrado a top ten. La otra canción que se incluyen del álbum, Sweet Kisses es: "I Think I'm In Love With You", fue escrito y producido por Cory Rooney y Dan Shea en 1998. El sencillo es una canción pop dance con un estilo teen pop de la época. La canción fue considerada por muchos críticos como una canción agradable y veraniego. En los Estados Unidos, el sencillo debutó en el número sesenta y tres en el Billboard Hot 100, el 1 de julio de 2000. Debido en gran medida de la fuerza de su difusión radial, la canción alcanzó el puesto número veintiuno en su séptima semana y se quedó en la tabla de dieciséis semanas.

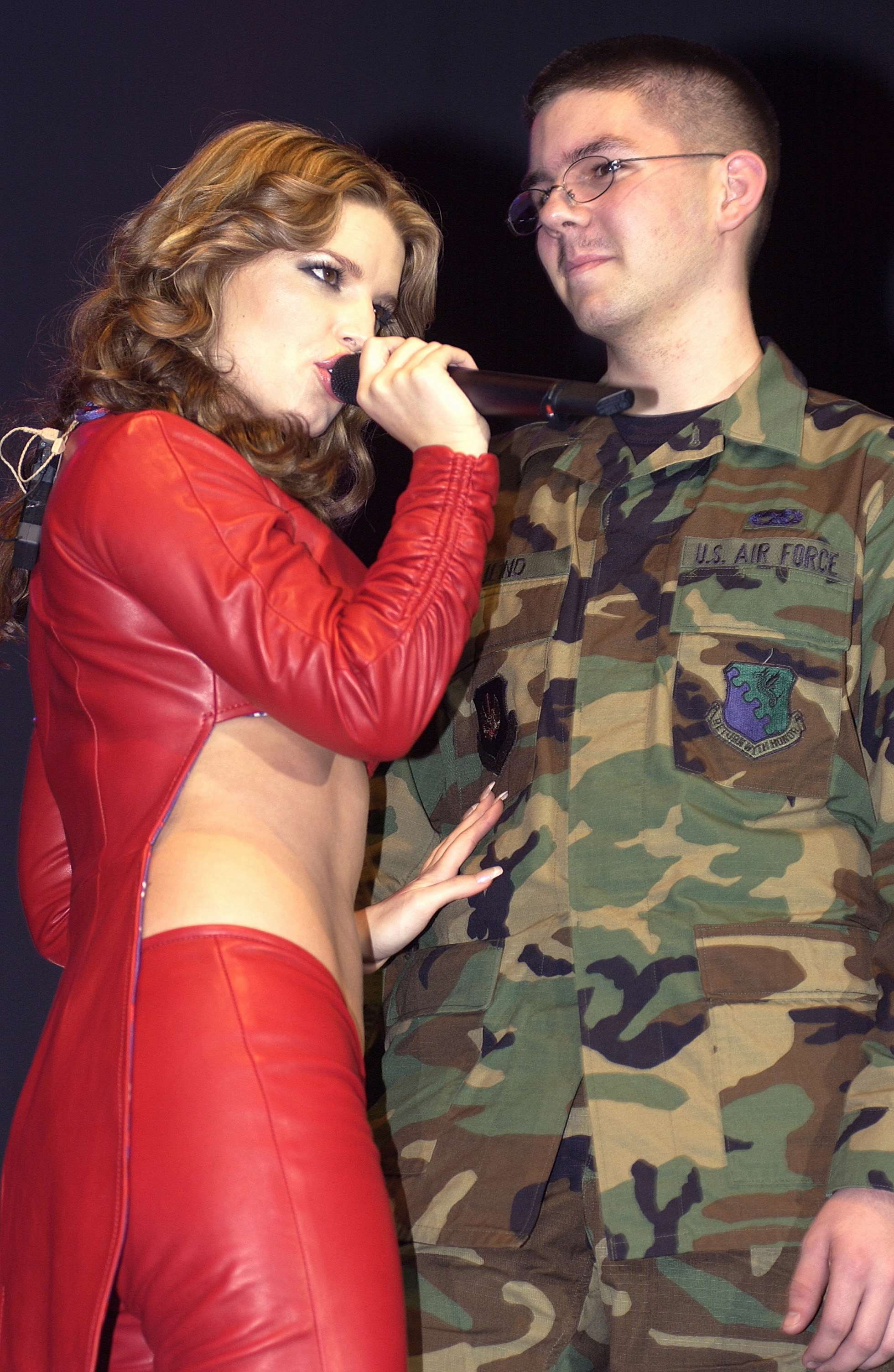
Simpson interpretando "Irresistible" en the USO Holiday Tour in 2001

"Irresistible" y "A Little Bit" son los dos sencillos de su segundo álbum de estudio Irresistible de (2001). "Irresistible" fue escrito específicamente para Simpson por el sueco Anders Bagge, Arnthor Birgisson, en colaboración con la cantante y compositora Pamela Sheyne, quien también contribuyó con su voz para el demo. "Irresistible" es una canción con un ritmo moderado de R&B compuesta en la forma de verso-estribillo-puente con un tiempo de reproducción de tres minutos y trece segundos. La canción se basa sobre todo la influencia del género dance-pop, mientras que la infusión de elementos de pop rock, punk y ritmos latinos."A Little Bit" fue escrita por Kara DioGuardi, Steve Morales y David Siegal, y fue producido por Morales y Ric Wake. Musicalmente, la canción es un mid-tempo dance-pop. La canción recibió críticas positivas de los críticos musicales, la mayoría de ellos aplaudían la producción de la canción. "A Little Bit" no logró entrar a las listas musicales en los Estados Unidos, sin embargo entró a la posición 62 de la lista musical de Australia.
Del tercer álbum de estudio de Simpson se extraen sólo tres sencillos musicales: "Take My Breath Away", "With You" y "Angels", los sencillos que no fueron incluidos en Playlist: The Very Best of Jessica Simpson son "Sweetest Sin" y "Where You Are". La versión de Simpson de la canción "Take My Breath Away" fue producido por Billy Mann. Simpson optó por cubrir esta canción porque ella sentía que era el tema de su relación con su entonces esposo, Nick Lachey. "Take My Breath Away" se convirtió en un número de top-veinte-hit en el Billboard Hot 100, así como un top ten hit en el Top 40 Tracks y Mainstream Top 40. "With You" fue escrita por Jessica Simpson, Billy Mann, Andy y Marvel, y producido por Andy Marvel y Mann. La canción alcanzó la lista de las diez más populares en Australia y Reino Unido, y en la parte superior-veinte en Irlanda, Noruega y Estados Unidos. "Angels" también fue producido por Billy Mann. La versión de Simpson de la canción "Angels" no logró entrar en el Billboard Hot 100 (a pesar de que alcanzó el número seis en el Bubbling Under Hot 100 Singles). Sin embargo, la canción se convirtió en un éxito moderado en el Top 40 Mainstream y Hot Digital Tracks. Del quinto álbum de estudio "A Public Affair", se incluyeron cuatro canciones, entre ellas la propia versión de "These Boots Are Made for Walkin'", y "You Spin Me Round (Like a Record)", además de los dos singles principales del álbum "A Public Affair" y "I Belong To Me". Este primer álbum de grandes éxitos no sólo incluye canciones de pop de Simpson, sino también tres canciones country de su sexto álbum de estudio "Do You Know". Su sencillo debut country, "Come on Over" fue enviado a la radio el 27 de mayo de 2008. Fue recibido con críticas positivas. El segundo sencillo, "Remember That", fue lanzado en octubre, y alcanzó el puesto # 42 en el Hot Country Songs.

## Recepción

### Crítica

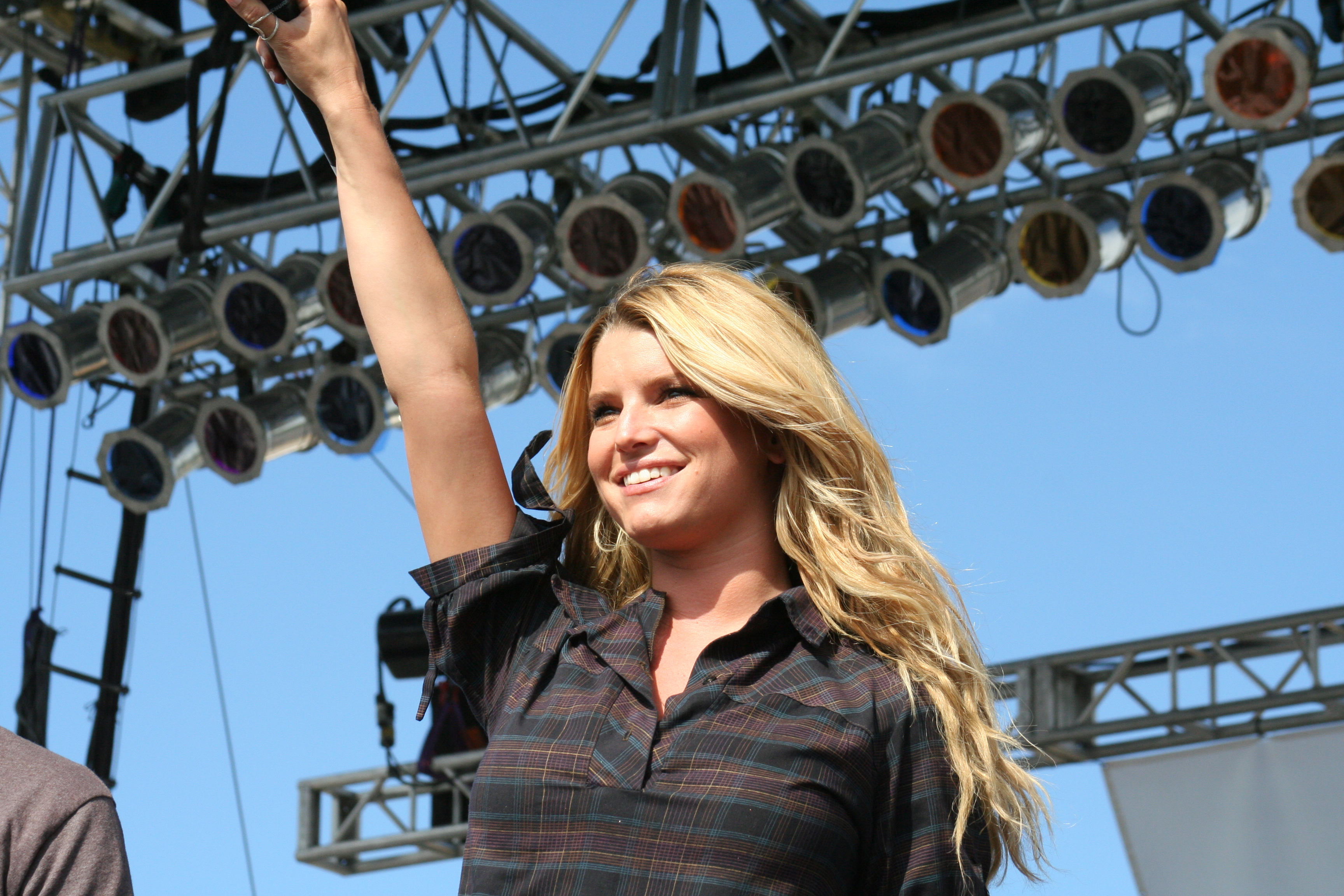
Simpson en su gira de promoción, en 2008.

Amazon.com publicó que la serie de lista de reproducción fue hecha cuidadosamente elaborado por los artistas y las tuercas de la música en Legacy Recordings, estas colecciones representan realmente el cuerpo de un artista completo de trabajo. Hemos pescado a través de cientos-miles-de las pistas de selección de la cereza de las listas de reproducción perfectas. No sólo los éxitos (que cualquiera puede encontrar esos). El cambio de vida corta. Las pistas de fuera de la impresión. Todo el mundo ama a tus favoritos!. Las canciones que hacen que el artista lo que son.
Usted ninguna duda disfrutar del sonido de las canciones muy bien en este CD remasterizado (a diferencia de MP3, que contienen menos información, que se traducen en sonidos en peligro). Pero creemos que lo que usted apreciará más acerca de esta lista es que aunque usted no lo hizo, tal vez desee que usted hizo.
Allmusic
Stephen Thomas Erlewine
El primer de recopilación Jessica Simpson pertenece al sello Sony de la serie de Playlist, una línea destinada a cavar más profundo que los impactos obvios, ofreciendo pistas de diferentes géneros y una variedad de rarezas leve. Esta lista de reproducción rompe esas reglas, elegir a correr por sencillos hit de Jessica - cada una de las entradas de la cartelera, menos las canciones de Navidad y el fallo de encendido del 2000 "Where Are You" - que es una forma preferible abordar el canon Simpson ya su mejor momentos fueron siempre sus singles. Y todos ellos están aquí, de la goma de mascar, todavía ágil de la "Think I’m in Love with You", a través de la cubierta de Dukes of Hazzard "These Boots Are Made for Walkin'", el himno paparazzi "A Public Affair", y el cambio de imagen country de "Come on Over", presentando una historia ordenada de la década de Simpson en el centro de atención.

### Comercio
El álbum ha vendido hasta la fecha más de 122 mil, debido a que en diciembre de 2012, tenía un precio de $1,99 en algunas tiendas por un tiempo limitado, razón por la cual el álbum no pudo debutar en ninguna lista musical por la política de precios de Billboard.

## Listado de canciones
| N.º | Título                                                       | Escritor(es)                                                                                           | Producer(s)                     | Duración |  |
| 1.  | «I Think I'm In Love With You»                               | Cory Rooney, Dan Shea, John Mellencamp                                                                 | Cory Rooney, Dan Shea           | 3:18     |  |
| 2.  | «I Wanna Love You Forever»                                   | Louis Biancaniello, Sam Watters                                                                        | Louis Biancaniello, Sam Watters | 4:20     |  |
| 3.  | «Irresistible»                                               | Anders Bagge, Arnthor Birgisson, Pamela Sheyne                                                         | Anders Bagge, Arnthor Birgisson | 3:13     |  |
| 4.  | «Angels»                                                     | Robbie Williams, Guy Chambers                                                                          | billymann                       | 4:05     |  |
| 5.  | «A Little Bit»                                               | Kara DioGuardi, Steve Morales, David Siegel                                                            | Steve Morales, Ric Wake         | 3:47     |  |
| 6.  | «With You»                                                   | Billy Mann, Andy Marvel, Jessica Simpson                                                               | Billy Mann, Andy Marvel         | 3:12     |  |
| 7.  | «Take My Breath Away»                                        | Giorgio Moroder, Tom Whitlock                                                                          | Billy Mann                      | 3:15     |  |
| 8.  | «I Belong To Me»                                             | Diane Warren                                                                                           | Stargate                        | 3:40     |  |
| 9.  | «You Spin Me Round (Like A Record)»                          | Percy, Burns, Coy, Lever                                                                               | Stock Aitken Waterman           | 3:37     |  |
| 10. | «A Public Affair»                                            | J.Simpson, J. Austin, G. Kurstin, S. Watters, L. Biancanello, L. Mendez, N. Ashford, Ashford & Simpson | Lester Mendez                   | 3:21     |  |
| 11. | «These Boots Are Made for Walkin'» (featuring Willie Nelson) | Lee Hazlewood; Jessica Simpson (additional; uncredited)                                                | Jimmy Jam and Terry Lewis       | 3:58     |  |
| 12. | «Remember That»                                              | Victoria Banks, Rachel Proctor                                                                         | Brett James, John Shanks        | 3:44     |  |
| 13. | «Come On Over»                                               | Victoria Banks, Rachel Proctor, Jessica Simpson                                                        | Brett James, John Shanks        | 2:54     |  |
| 14. | «Do You Know» (featuring Dolly Parton)                       | Dolly Parton                                                                                           |                                 | 5:04     |  |

### Edición Internacional
| The Collection |                                     |          |  |
| N.º            | Título                              | Duración |  |
| 1.             | «I Think I'm In Love With You»      | 3:18     |  |
| 2.             | «I Wanna Love You Forever»          | 4:20     |  |
| 3.             | «Irresistible»                      | 3:13     |  |
| 4.             | «Angels»                            | 4:05     |  |
| 5.             | «A Little Bit»                      | 3:47     |  |
| 6.             | «With You»                          | 3:12     |  |
| 7.             | «Take My Breath Away»               | 3:15     |  |
| 8.             | «I Belong To Me»                    | 3:40     |  |
| 9.             | «You Spin Me Round (Like A Record)» | 3:37     |  |
| 10.            | «A Public Affair»                   | 3:21     |  |
| 11.            | «These Boots Are Made for Walkin'»  | 3:58     |  |
| 12.            | «Remember That»                     | 3:44     |  |
| 13.            | «Come On Over»                      | 2:54     |  |
| 14.            | «Do You Know»                       | 5:04     |  |
| 15.            | «When You Told Me You Loved Me»     | 3:48     |  |
| 16.            | «Sweetest Sin»                      | 3:14     |  |

## Lanzamiento
| País           | Fecha                   | Sello                                 |
| -------------- | ----------------------- | ------------------------------------- |
| Estados Unidos | 12 de octubre de 2010   | Epic Records                          |
| Reino Unido    | 25 de octubre de 2010   | Sony Music Entertainment              |
| Alemania       | 5 de noviembre de 2010  | Epic Records/Sony Music Entertainment |
| Venezuela      | 13 de diciembre de 2011 | Sony Music Entertainment              |
| Colombia       | 13 de diciembre de 2011 | Sony Music Entertainment              |
| Argentina      | 13 de diciembre de 2011 | Sony Music Entertainment              |